# Albanova
Fysikcentrum omdirigerar hit. Inte att förväxla med Fysikum, Stockholms universitets institution för fysik.

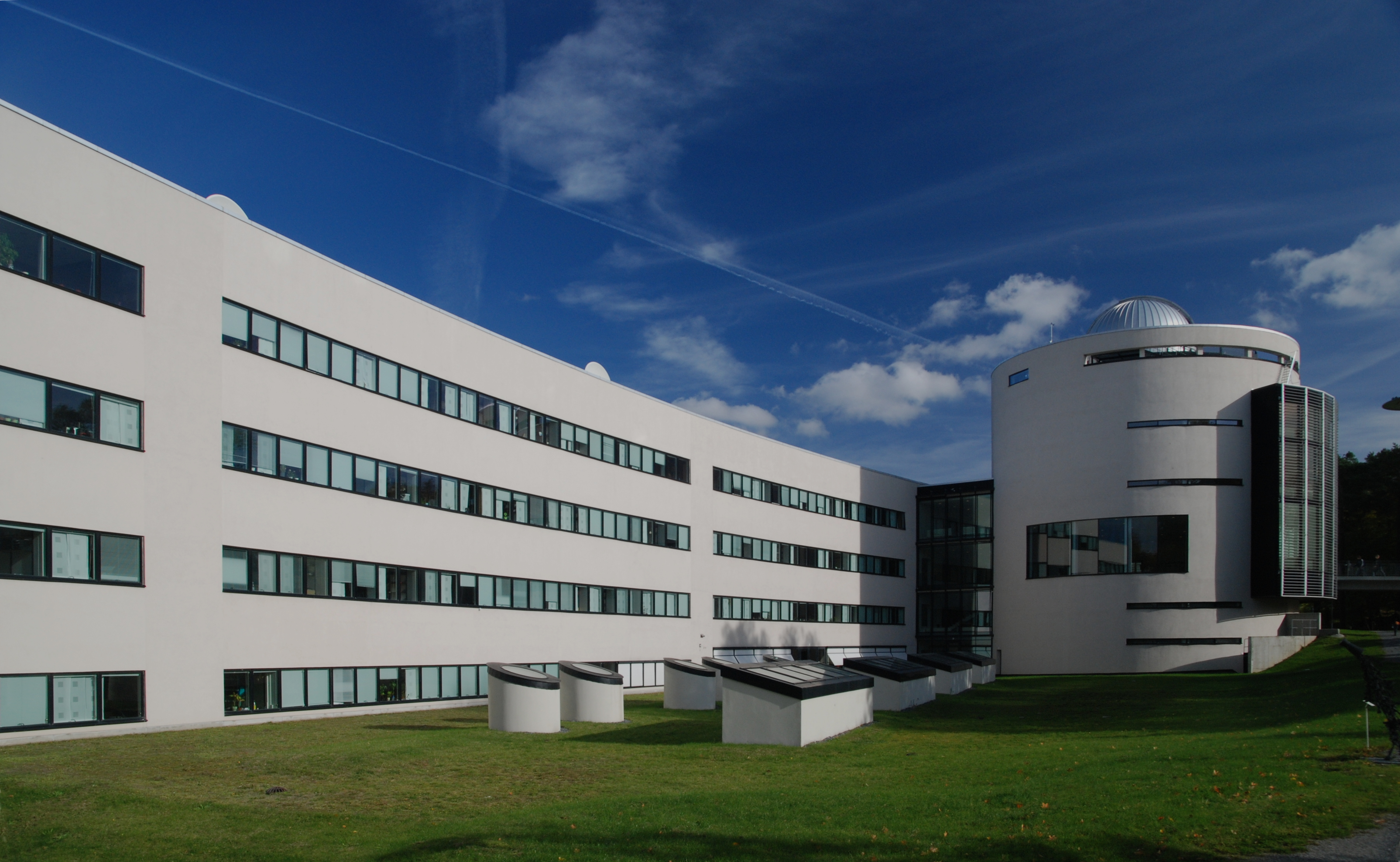
Albanovas huvudbyggnad.

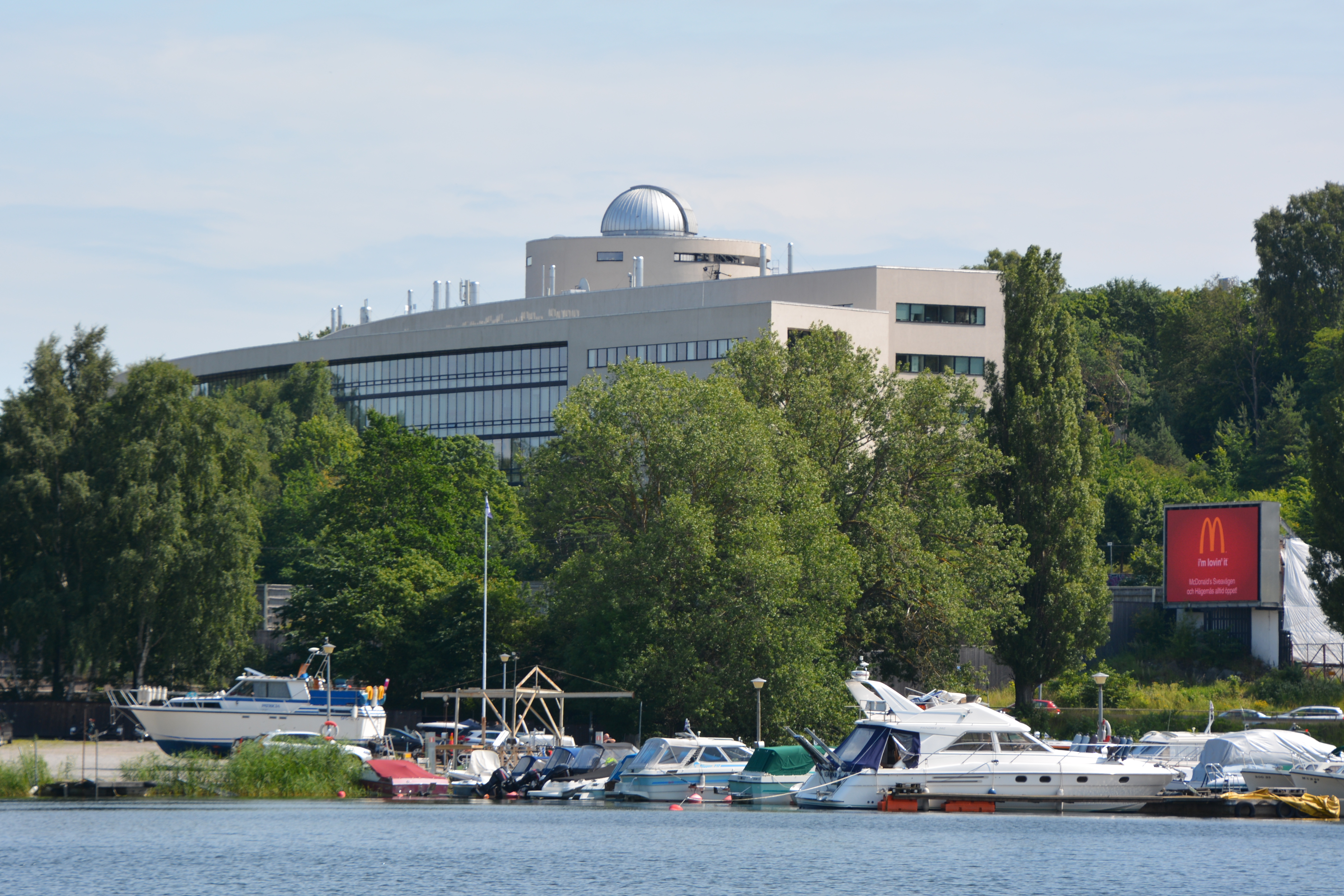
Albanova, sett från Brunnsviken.

Albanova från Ruddammen, med Tony Craggs Think thing i förgrunden.

Albanova, Stockholms centrum för fysik, astronomi och bioteknik är en byggnadsanläggning i Albano i Stockholm. Det uppfördes för att härbärgera Fysikcentrum, det tänkta samarbetet mellan fysikinstitutionerna på Stockholms universitet och Kungliga Tekniska högskolan. Fysikcentrum är byggprojektets namn,  inte en officiell benämning på centret. Under 2001–02 kallades centret Stockholms centrum för fysik, astronomi och bioteknik, för att därefter byta namn till Albanova, av institutionen stavat AlbaNova.
Eftersom forskningsmedlen till fysik minskades under tiden mellan projektering och färdigställande, till fördel för bland annat bioteknik, fick centret en mer blandad inriktning innan det invigdes 2001. Idag finns ämnesområdena fysik, astronomi, bioteknik, bioinformatik, strukturbiokemi, med flera, representerade i Albanova. Även Vetenskapens hus, ett projekt för att nå ut till allmänheten med modern forskning, har sin plats vid Albanova. Från 2006 huserar Nordita i Albanova. 
Projektet fördröjdes i ett och ett halvt år på grund av sin förväntat menliga inverkan på Hagaparken och Nationalstadsparken och var föremål för överklaganden.

## Byggnader

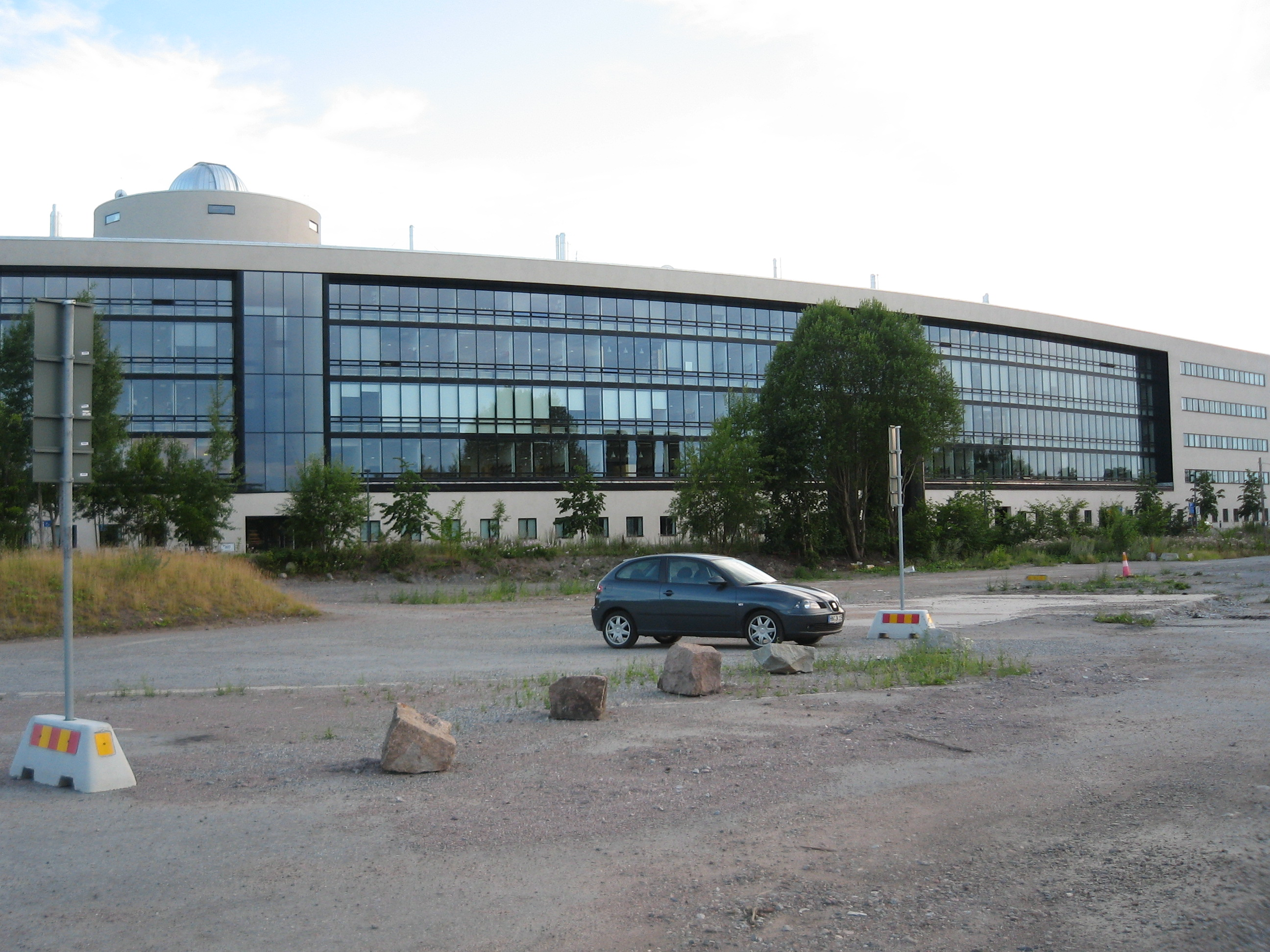
Albanovas huvudbyggnad

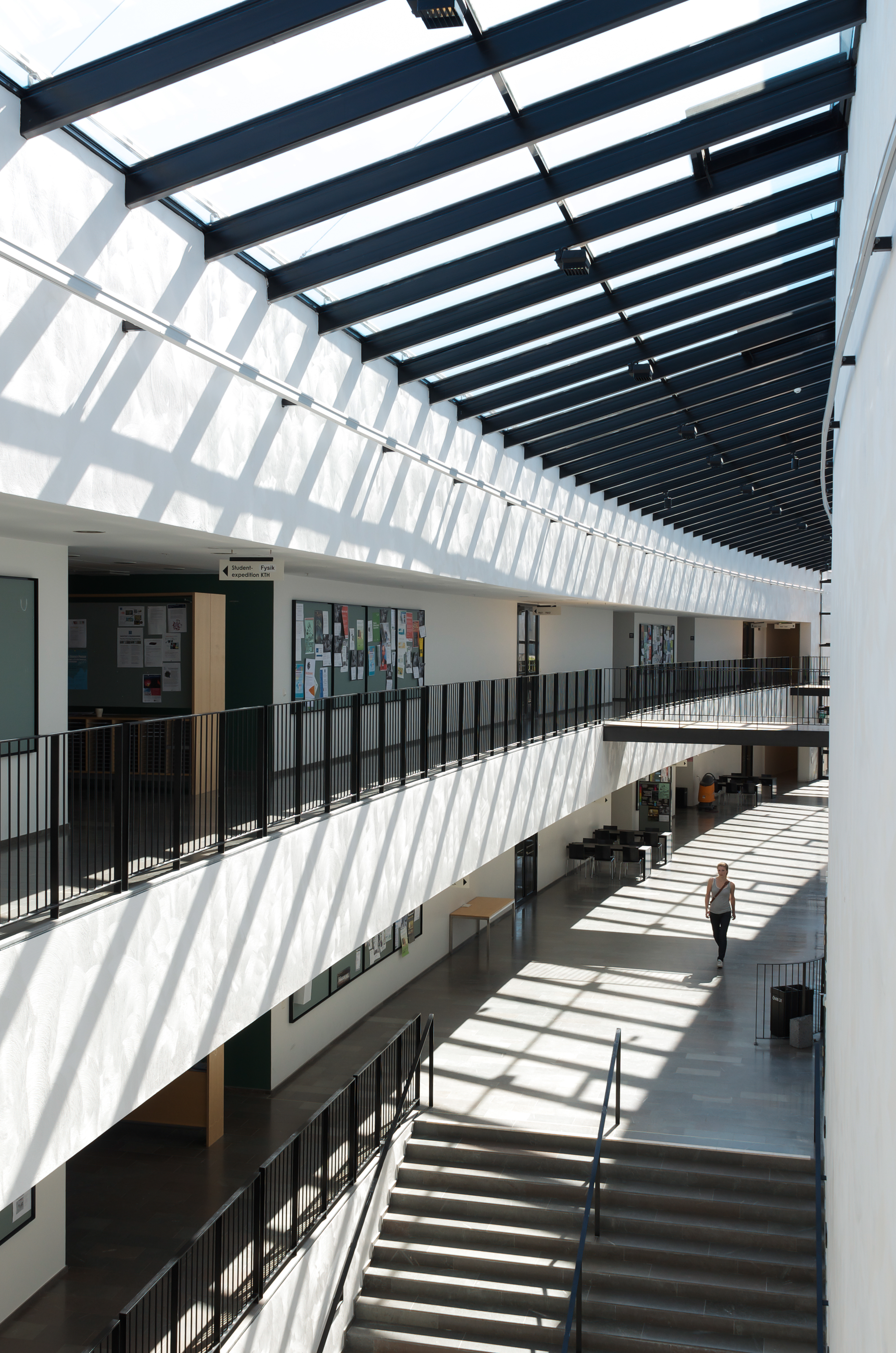
Interiör

Huvudbyggnaden ritades av Henning Larsen och blev år 2001 utsedd till ”Stockholms vackraste hus”. Byggnaden består av fyra hus delade av en inglasad gata och ett stort trapphus. Ett av de mest kända och sublima konstverken är Sun reflector av Olafur Eliasson som utgörs av speglar som projicerar solkatter på de vitputsade väggarna på gågatan. Speglarna är upphängda så de rör sig med vinden. Andra delar av Albanova är inhysta i byggnader som tidigare tillhörde Roslagstulls epidemisjukhus.

### Huvudbyggnad
Huvudbyggnaden avbildas ofta från baksidan; på framsidan är en cirkelformad femte byggnad, rotundan. En bro leder in till rotundans entréplan. På övre plan i rotundan finns biblioteket och byggnaden kröns av en utomhusterrass och en kupol. 
Delar av filmen Beck – Sista vittnet spelades in i byggnaden.

### Albanovateleskopet
I kupolen inryms ett observatorium, där Institutionen för astronomi förfogar över det tysktillverkade Albanovateleskopet. Teleskopet, som väger 2,3 ton, är ett av Sveriges största optiska teleskop med sin spegeldiameter på en meter och brännvidd av elva meter. Teleskopet med fundament lyftes in i kupolen den sista oktober 2007 och invigdes den 8 januari 2009.
Ljusförhållandena medger inte avancerade observationer med teleskopet i forskningssyfte. Teleskopet är avsett att primärt användas vid utveckling och utprovning av astronomiska instrument och kamerautrustning. Teleskopet drivs i samarbete med Institutionen för tillämpad fysik vid Kungliga Tekniska högskolan, som använder instrumentet för forskning inom miljöfysik.